# DC Super Hero Girls
DC Super Hero Girls es una serie web animada estadounidense de superhéroes basada en las figuras de acción de la franquicia creada por DC Comics, subsidiaria de WarnerMedia y Mattel, y lanzada en el tercer trimestre de 2015.

## Premisa
En el Super Hero High School, los conocidos héroes de DC asisten a clases y hacen frente a toda la incomodidad del proceso de crecimiento (con la tensión añadida de tener superpoderes).

## Anuncio
La franquicia estuvo anunciada en abril de 2015. La gama es para incluir los libros de Random House, Lego y figuras de acción de Mattel.

## Sitio web
La página web, que se describió como algo "muy esperado", se puso en marcha a principios de julio de 2015. Los personajes que aparecen son Wonder Woman, Batgirl, Supergirl, Harley Quinn, Hiedra Venenosa, Katana, y Bumblebee. Otros personajes que se incluyen son Hal Jordan, Barry Allen, Star Sapphire, Chico Bestia, Cheetah, Hawkgirl y Catwoman quienes también aparecen. Amanda Waller es presentada como la directora de la Super Hero High. Muchos otros héroes y villanos de DC Comics aparecen en el fondo como cameos.

## Emisión
Las DC Super Hero Girls tiene una serie de cortos animados en YouTube y su sitio web, centradas en las jóvenes heroínas y villanas que asisten al Super Hero High. El primer episodio se estrenó el 1 de octubre de 2015, el estreno de la temporada segundo fue el 21 de abril de 2016.

## Personajes

### Principales
| Alias         | Nombre real                | Voz original      |
| ------------- | -------------------------- | ----------------- |
| Wonder Woman  | Princesa Diana             | Grey Griffin      |
| Supergirl     | Kara Danvers / Kara Zor-El | Anais Fairweather |
| Batgirl       | Barbara Gordon             | Mae Whitman       |
| Harley Quinn  | Harleen Frances Quinzel    | Tara Strong       |
| Poison Ivy    | Pamela Lillian Isley       | Tara Strong       |
| Bumblebee     | Karen Beecher-Duncan       | Teala Dunn        |
| Katana        | Tatsu Yamashiro            | Stephanie Sheh    |
| Green Lantern | Jessica Cruz               | Stephanie Sheh    |

### Secundarios
| Personaje              | Nombre real                 | Voz original        |
| ---------------------- | --------------------------- | ------------------- |
| Amanda Waller          | Directora Amanda Waller     | Yvette Nicole Brown |
| Artemis                | Artemis Crock               | Teala Dunn          |
| The Flash              | Barry Allen                 | Josh Keaton         |
| Catwoman               | Selina Kyle                 | Cristina Pucelli    |
| Cheetah                | Priscilla Rich              | Ashley Eckstein     |
| Frost                  | Caitlin Snow                | Danica McKellar     |
| Starfire               | Koriand'r                   | Hynden Walch        |
| Hawkgirl               | Kendra Saunders             | Nika Futterman      |
| Star Sapphire          | Caroline "Carol" Ferris     | Jessica DiCicco     |
| Miss Martian           | M'gann M'orzz / Megan Morse | Cristina Pucelli    |
| Steve Trevor           | Steven Rockwell Trevor      | Josh Keaton         |
| Linterna Verde         | Hal Jordan                  | Josh Keaton         |
| Giganta                | Doris Zeul                  | Grey Griffin        |
| Tornado Rojo           | John Smith                  | Maurice LaMarche    |
| Chico Bestia           | Garfield Mark Logan         | Greg Cipes          |
| Wildcat                | Theodore "Ted" Grant        | John DiMaggio       |
| Speed Queen            | -                           | Mae Whitman         |
| Gorilla Grodd          | Grodd                       | John DiMaggio       |
| Darkseid               | Uxas                        | John DiMaggio       |
| Las Gemelas Doble Reto | Aliki y Margot Marceau      | Tara Strong         |
| Korugar                | -                           | Grey Griffin        |
| Raven                  | Rachell Roth                | Tara Strong         |
| Lucius Fox             | -                           | Phil LaMarr         |
|                        |                             |                     |

## Temporadas
Anexo:Episodios de DC Super Hero Girls
| Temporadas | Episodios | Primera emisión      | Última emisión          |
| ---------- | --------- | -------------------- | ----------------------- |
| 1          | 13        | 1 de octubre de 2015 | 25 de febrero de 2016   |
| 2          | 26        | 21 de abril de 2016  | 12 de enero de 2017     |
| 3          | 26        | 26 de enero de 2017  | 30 de noviembre de 2017 |
| 4          | 24        | 18 de enero de 2018  | 28 de junio de 2018     |
| 5          | 23        | 2 de agosto de 2018  | 27 de diciembre de 2018 |

## Otros medios

### Novelas
| Título                          | Fecha de lanzamiento |
| ------------------------------- | -------------------- |
| Wonder Woman at Super Hero High | 1 de marzo de 2016   |
| Supergirl at Super Hero High    | 5 de julio de 2016   |
| Batgirl at Super Hero High      | 3 de enero de 2017   |

### Novelas gráficas
| Título         | Fecha de lanzamiento   |
| -------------- | ---------------------- |
| Finals Crisis  | 5 de julio de 2016     |
| Hits and Myths | 8 de noviembre de 2016 |

### Películas

#### Especial (2016)
| Título | Dirigido por   | Escrito por  | Fecha de emisión original                                                                                 |
| --- | -------------- | ------------ | --- |
| «DC Super Hero Girls: Super Hero High» | Jennifer Coyle | Shea Fontana | 2016 de marzo del 19 (Boomerang) 2016 de mayo del 21 (Boomerang UK) 2016 de mayo del 30 (Cartoon Network) |
| La escuela está en sesión para DC Super Hero Girls! Aquí es donde los estudiantes dominan sus superpoderes, su capacidad mental y su fuerza de voluntad para convertirse en los superhéroes del mañana. Cuando Supergirl se estrella en la cafetería, es evidente que, aunque tiene un poder increíble, tiene un largo camino por recorrer antes de convertirse en una superheroína. Mientras Supergirl aprende a aprovechar sus poderes, el Junior Detective Club investiga una misteriosa serie de violaciones de seguridad. ¿Podría ser todo debido a la reforma de Super-Villanos y el Vice-Director Super Hero High Gorilla Grodd, o algo mucho peor? |                |              | |

#### Películas directas a video (2016-2018)
DC Super Hero Girls: Héroe del Año se basa en la franquicia de DC Super Hero Girls, producida por Warner Bros. Animation, es una película animada directamente para vídeo. Es la primera película de la franquicia. La película se estrenó en el San Diego Comic-Con International el 24 de julio de 2016, fue lanzado el Digital HD el 9 de agosto de 2016, y será lanzado en DVD el 23 de agosto de 2016.
| Título                                       | Fecha de estreno en DVD |
| -------------------------------------------- | ----------------------- |
| DC Super Hero Girls: Héroe del Año           | 23 de agosto de 2016    |
| DC Super Hero Girls: Juegos Intergalácticos  | 23 de mayo de 2017      |
| Lego DC Super Hero Girls: Brain Drain        | 8 de agosto de 2017     |
| Lego DC Super Hero Girls: Super-Villain High | 15 de mayo de 2017      |
| DC Super Hero Girls: Leyendas de Atlantis    | 2 de octubre de 2018    |

## Series relacionadas
- DC Super Hero Girls (2019)